# سيبل جان
سيبَل جان (بالتركية: Sibel Can) ‏(1 أغسطس 1970 -)، هي مغنية فلكلورية كلاسيكية تركية مشهورة. كانت معروفة باعتبارها واحدة من أنجح المغنيات في تركيا. أصبحت سيبل راقصة في سن الرابعة عشرة وبدأت لاحقًا مسيرتها الموسيقية. اشتهرت بكونها واحدة من أنجح المطربات في تركيا.

## حياتها
ولدت سيبل في كاراغومروك في الفاتح، وكانت الطفلة الأولى لوالديها (إنجين كانغوري) و(أمين غول سيزر كانغور). كان والدها مهاجرًا يوغوسلافيا وعازف كمان رافق العديد من المطربين المشهورين في حفلاتهم الموسيقية. أما والدتها فكانت من مدينة مودانيا.

## ألبوماتها
- Günah Bize - 1987
- Bulursun Beni - 1988
- Rüyalarda Buluşuruz - 1989
- Hasretim - 1990
- Bir Güneş Batışında - 1991
- Seni Sevmek - 1992
- Hayat Devam Ediyor - 1993
- Hatırasıdır - 1994
- Şarkılar da Senden Yana - 1995
- Bu Devirde - 1997
- Daha Yolun Başındayım - 1999
- İşte Türk Sanat Müziği - 2000
- Canım Benim - 2001
- Sen Benimsin - 2003
- Özledin mi? - 2005
- Akşam Sefası - 2007
- Benim Adım Aşk - 2009
- Seyyah - 2011
- Meşk - 2012

## وصلات خارجية
- سيبل جان على موقع IMDb (الإنجليزية)
- سيبل جان على موقع ألو سيني (الفرنسية)
- سيبل جان على موقع ميوزك برينز (الإنجليزية)
- سيبل جان على موقع ديسكوغز (الإنجليزية)
- سيبل جان على موقع قاعدة بيانات الفيلم (الإنجليزية)
- سيبل جان على موقع كينوبويسك (الروسية)
- الموقع الرسمي
- "Üşüyorum" واحده من أجمل أغاني سيبال على يوتيوبعلى YouTube.com